# Nahua
Nahua, velika grupa plemena američki Indijanaca nastanjenih u krajevima od južnog Meksika, odnosno Mezoamerike pa kroz Srednju Ameriku u manjim enklavama sve do u Panamu. Nahua plemena govorila su jezicima i dijalektima Nahuatlan poznatih kao nahuat (istočni), nahual (zapadni) i nahuatl (središnji), a glavni preživjeli jezici su astečki ili nahuatl, član porodice Juto-Asteci, nadalje pochutla i pipil. 
Nahuatlan govornici u rano kolonijalno doba obuhvaćala je mnoge plemenske skupine, a predstavljaju ih prvenstveno plemena astečke konfederacije: Acolhua ili Tezkukanci, Tlakopanci i Tenochca (ili Tenočki); Indijanci Alaguilac iz Gvatemale, srodni Pipilima iz Gvatemale, Hondurasa i Salvadora; plemena Nicarao i Nahuatlate ili Nahuatlato iz sjeverozapadne Nikaragve; Indijanci Desaguadero iz Kostarike; najjužniji predstavnici bi mogli biti Sigua iz Paname. Na području Meksika živio je najveći broj Nahua, od kojih su neki došli pod imenom Nahuatlaca, odnekuda sa sjevera, možda iz južnih predjela SAD, gdje još žive njihovi najsjeverniji daljnji rođaci, Indijanci Šošoni (Otegonian ili Yutan), te nešto južnije plemena Taracahitian, Coran i Piman. Meksička grupa obuhvaća uz spomenute i manje više značajna plemena: Bagaces ili Bagaz, Cazcan, Coca, Cuitlahuaca, Culhua, Cuyuteca, Guamare, Iztacchichimeca, Lagunero, Meztitlaneca, Michoaca, Pochutla (čija je domovina uz Usumacintu nekad naseljenom Chol Indijancima Palencanos, Topiltepeques i Lacandoncima), Quauhquecholteca, Sayultec, Teco-Tecoxquin, Tecuexe, Tepaneca, Tepeaca, Teul, Tolteci, Xochimilca, Zacateco.

## Kultura
Jedan od uporabnih predmeta iz svakodnevnog života je comalli, tanjur koji se koristi za pripremanje kukuruznog brašna.

## Vanjske poveznice
- [neaktivna poveznica]